# Comitê Olímpico Nacional da Nova Zelândia

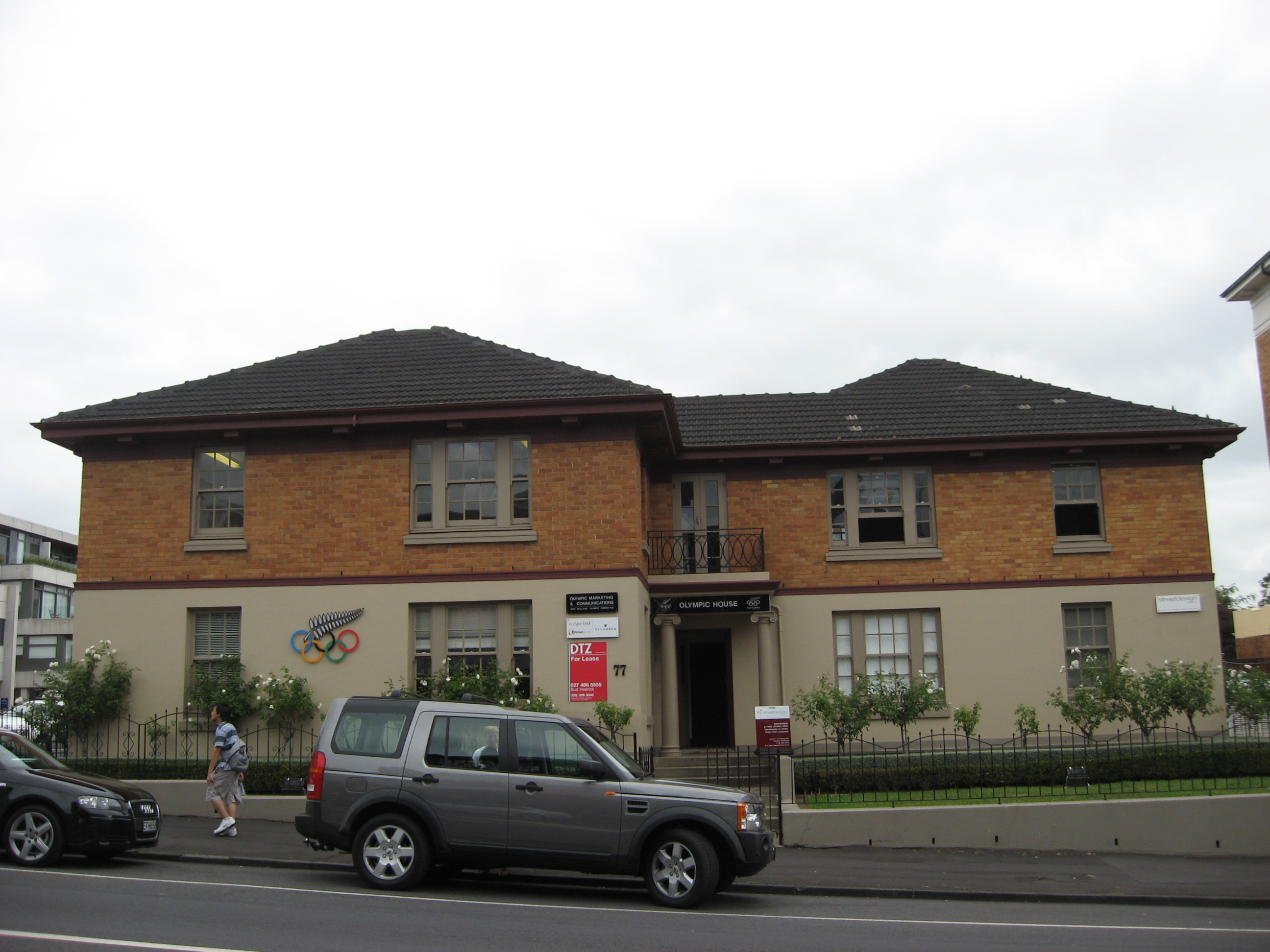

O Comitê Olímpico Nacional da Nova Zelândia (em inglês: New Zealand Olympic Committee) é o Comitê Olímpico Nacional da Nova Zelândia para os Jogos Olímpicos. É uma organização sem fins lucrativos que seleciona as equipes, e levanta fundos para enviar concorrentes do país aos eventos olímpicos organizado pelo Comitê Olímpico Internacional (COI).